# Campeonato Africano de Atletismo de 2016 - Revezamento 4x100 m masculino
A prova dos 4 x 100 metros estafetas masculino do Campeonato Africano de Atletismo de 2016 foi disputada entre os dias 23 e 24 de junho no Kings Park Stadium  em Durban,  na África do Sul. Participaram da prova 13 equipes sendo que 9 concluíram a prova na fase inicial. 

## Recordes
Antes desta competição, os recordes mundiais e do campeonato nesta prova eram os seguintes:
|                       | Nome                                                              | Nacionalidade | Tempo  | Local       | Data                 |
| --------------------- | ----------------------------------------------------------------- | ------------- | ------ | ----------- | -------------------- |
| Recorde mundial       | Nesta Carter, Michael Frater Yohan Blake, Usain Bolt              | Jamaica       | 36s 84 | Londres     | 11 de agosto de 2012 |
| Recorde do campeonato | Hannes Dreyer, Corne Du Plessis Sergio Mullins, Thuso Mpuang      | África do Sul | 38s 75 | Addis Ababa | 2 de maio de 2008    |
| Recorde africano      | Osmond Ezinwa, Olapade Adeniken Francis Obikwelu, Davidson Ezinwa | Nigéria       | 37s 94 | Atenas      | 9 de agosto de 1997  |

## Medalhistas
| Ouro                                                                                  | Prata                                                                                               | Bronze                                                                           |
| África do Sul · Emile Erasmus · Wayde van Niekerk · Tlotliso Leotlela · Akani Simbine | Costa do Marfim · Arthur Gué Cissé · Hua Wilfried Koffi · Émilien Tchan Bi Chan · Ben Youssef Meïté | Zâmbia · Hazemba Chidamba · Brian Kasinda · Titus Kafunda Mukhala · Sydney Siame |

## Cronograma
Todos os horários são locais (UTC+2). 
| Data        | Hora  | Evento  |
| ----------- | ----- | ------- |
| 23 de junho | 20:10 | Bateria |
| 24 de junho | 19:20 | Final   |

## Resultados

### Bateria
Qualificação: 3 atletas de cada bateria (Q) mais os 2 melhores qualificados (q).
| Posição | Bateria | Nacionalidade      | Atleta                                                                            | Tempo | Notas |
| ------- | ------- | ------------------ | --------------------------------------------------------------------------------- | ----- | ----- |
| 1       | 2       | Costa do Marfim    | Christopher Naliali, Hua Wilfried Koffi, Émilien Tchan Bi Chan, Ben Youssef Meïté | 39.70 | Q     |
| 2       | 1       | Zâmbia             | Hazemba Chindamba, Brian Kasinda, Titus Kafunda Mukhala, Sydney Siame             | 39.86 | Q     |
| 3       | 2       | África do Sul      | Antonio Alkana, Clarence Munyai, Gift Leotlela, Emile Erasmus                     | 40.04 | Q     |
| 4       | 2       | Senegal            | Boubacar Sakho, Ismaila Diop, Moulaye Sonko, Johs Swaray                          | 40.40 | Q     |
| 5       | 1       | Botswana           | Thabo Motsokona, Karabo Mothibi, Keene Motuktsi, Leaname Maotoanong               | 40.50 | Q     |
| 6       | 2       | Gana               | Stephen Opoku, Desmond Aryee, Martin Owusu-Antwi, Shadrack Opoku-Agyeman          | 40.73 | q     |
| 7       | 2       | Quênia             | Mark Otieno, Gilbert Otieno, Peter Mwai, Alphas Kishoyian                         | 41.15 | q     |
| 8       | 1       | Zimbabwe           | Francis Zimwara, Connias Mudzingwa, Ngoni Makusha, Gabriel Mvumvure               | 41.34 | Q     |
| 9       | 1       | Essuatíni          | Sebenele Dlamini, Mcebo Dludlu, Mzambo Mngometulu, Mlandvo Shongwe                | 41.79 |       |
| 10      | 1       | República do Congo |                                                                                   | DNS   |       |
| 10      | 1       | Namíbia            |                                                                                   | DNS   |       |
| 10      | 1       | Gâmbia             |                                                                                   | DNS   |       |
| 10      | 1       | Burquina Fasso     |                                                                                   | DNS   |       |

### Final
| Posição           | Raia | Nacionalidade   | Atleta                                                                         | Tempo | Notas |
| ----------------- | ---- | --------------- | ------------------------------------------------------------------------------ | ----- | ----- |
| Medalha de ouro   | 6    | África do Sul   | Emile Erasmus, Wayde van Niekerk, Tlotliso Leotlela, Akani Simbine             | 38.84 |       |
| Medalha de prata  | 3    | Costa do Marfim | Arthur Gué Cissé, Hua Wilfried Koffi, Émilien Tchan Bi Chan, Ben Youssef Meïté | 38.98 |       |
| Medalha de bronze | 5    | Zâmbia          | Hazemba Chindamba, Brian Kasinda, Titus Kafunda Mukhala, Sydney Siame          | 39.77 |       |
| 4                 | 8    | Senegal         | Ismaila Diop, Boubacar Sakho, Moulaye Sonko, Johs Swaray                       | 39.86 |       |
| 5                 | 1    | Quênia          | Mark Otieno, Gilbert Otieno, Peter Mwai, Alphas Kishoyian                      | 39.97 |       |
| 6                 | 2    | Gana            | Stephen Opoku, Desmond Aryee, Martin Owusu-Antwi, Shadrack Opoku-Agyeman       | 40.21 |       |
| 7                 | 4    | Botswana        | Thabo Motsokona, Karabo Mothibi, Keene Motuktsi, Baboloki Thebe                | 40.40 |       |
| 8                 | 7    | Zimbabwe        | Francis Zimwara, Connias Mudzingwa, Ngoni Makusha, Gabriel Mvumvure            | 41.02 |       |

Legenda
| Recorde mundial       | Recorde mundial (World record)               |                       | Recorde africano                      | Recorde africano (African) |                                           | Q | Classificado por posição (Qualified) |
| Recorde do campeonato | Recorde do campeonato (Championship record)  | Recorde da América    | Recorde da América (Americas)         | q                          | Classificado por melhor tempo (Qualified) |   |                                      |
| Melhor marca do ano   | Melhor marca do ano (World leading)          | Recorde asiático      | Recorde asiático (Asian)              | DNS                        | Não largou (Did not start)                |   |                                      |
| Recorde nacional      | Recorde nacional (National record)           | Recorde europeu       | Recorde europeu (European)            | DNF                        | Não terminou (Did not finish)             |   |                                      |
| Recorde pessoal       | Recorde pessoal do atleta (Personal best)    | Recorde da Oceania    | Recorde da Oceania (Oceania)          | DSQ / DQ                   | Desclassificado (Disqualified)            |   |                                      |
| Recorde da temporada  | Recorde da temporada do atleta (Season best) | Recorde sul-americano | Recorde sul-americano (South America) | NM                         | Sem marca (No mark)                       |   |                                      |